# Comuna Korîtneanî, Ujhorod
Korîtneanî (în ucraineană Коритняни) este o comună în raionul Ujhorod, regiunea Transcarpatia, Ucraina, formată din satele Ceaslivți, Kinceș și Korîtneanî (reședința).

## Demografie
Componența lingvistică a comunei Korîtneanî
     Ucraineană (77,66%)
     Maghiară (19,21%)
     Rusă (2,7%)
     Alte limbi (0,33%)
Conform recensământului din 2001, majoritatea populației comunei Korîtneanî era vorbitoare de ucraineană (77,66%), existând în minoritate și vorbitori de maghiară (19,21%) și rusă (2,7%).